# Південносахалінсько-Курильські мішані ліси
Південносахалінсько-Курильські мішані ліси — екорегіон розташований на південному заході острова Сахалін та на трьох південних островах Курильського пасма на Далекому Сході Росії . Екорегіон є складовою частиною екозони Палеарктика. Площа екорегіону — 12 423 км².

## Розташування та опис
Острів Сахалін омивається Японським морем із заходу та Охотським морем зі сходу. Екорегіон розташовано на південному кінці острова, тому флора є різноманітнішою. Південні Курильські острови (Кунашир, Ітуруп та Шикотан), де розташовано екорегіон, також мають високий рівень біорізноманіття, через розташування островів у місці зустрічі теплих та холодних морських течій (відповідно Тихий океан і Охотське море). Ці острови були пов'язані з японським островом Хоккайдо протягом останнього льодовикового періоду, і на відміну від північних двох третин Курильських островів не мають суворої зими.

## Флора і фауна
Флора південних Курильських островів тісно пов'язана з флорою Хоккайдо, з низьким рівнем ендемізму. Домінуючою квітковою спільнотою на південних Курилах є чагарник з бамбука. Серед фауни варто відзначити велику кількість гризунів, а також соболь, лисиця, бурий ведмідь.

## Заповідники
- Курильський заповідник[en]